# Club de Carreras de Karachi
El Club de Carreras de Karachi es el nombre que recibe el mayor hipódromo de Pakistán. En el momento de la independencia de Pakistán en 1947 solo había 2 hipódromos en Pakistán el Club de Carreras de Karachi y el de Lahore. El hipódromo en Karachi fue establecido en 1913 y las carreras continuaron en el antiguo sitio de detrás de una estación de tren hasta 1987. En 1989, el club de carreras luego pasó a su ubicación actual en Deh Safroon, en Karachi.
En el Club de Carreras de Karachi se disputan las competencias todos los sábados.